# CIM-10 Chapitre 18 : Symptômes, signes et résultats anormaux d'examens cliniques et de laboratoire, non classés ailleurs
Cet article développe le chapitre XVIII de la classification internationale des maladies, CIM-10.

## R00-R09 - Symptômes et signes relatifs aux appareils circulatoire et respiratoire
- (R00) Anomalies du rythme cardiaque
  - (R00.0) Tachycardie, sans précision
  - (R00.1) Bradycardie, sans précision
  - (R00.2) Palpitations
  - (R00.8) Anomalies du rythme cardiaque, autres et non précisées

- (R01) Souffles et autres bruits cardiaques
  - (R01.0) Souffle cardiaque fonctionnel
  - (R01.1) Souffle cardiaque, sans précision
  - (R01.2) Autres bruits cardiaques

- (R02) Gangrène, non classée ailleurs

- (R03) Constatation d'une anomalie de la tension artérielle, sans diagnostic
  - (R03.0) Constatation d'une élévation de la tension artérielle, sans diagnostic d'hypertension
  - (R03.1) Constatation d'une baisse non spécifique de la tension artérielle

- (R04) Hémorragie des voies respiratoires
  - (R04.0) Epistaxis
  - (R04.1) Hémorragie de la gorge
  - (R04.2) Hémoptysie
  - (R04.8) Hémorragie d'autres parties des voies respiratoires
  - (R04.9) Hémorragie des voies respiratoires, sans précision

- (R05) Toux

- (R06) Anomalies de la respiration
  - (R06.0) Dyspnée
  - (R06.1) Stridor
  - (R06.2) Sifflement
  - (R06.3) Respiration périodique
  - (R06.4) Hyperventilation
  - (R06.5) Respiration par la bouche (Ronflement)
  - (R06.6) Hoquet
  - (R06.7) Eternuement
  - (R06.8) Anomalies de la respiration, autres et non précisées (Apnée, Sensation d'étouffement, Soupir, Spasme du sanglot)

- (R07) Douleur au niveau de la gorge et du thorax
  - (R07.0) Douleur de la gorge
  - (R07.1) Douleur thoracique respiratoire
  - (R07.2) Douleur précordiale
  - (R07.3) Autres douleurs thoraciques
  - (R07.4) Douleur thoracique, sans précision

- (R09) Autres symptômes et signes relatifs aux appareils circulatoire et respiratoire
  - (R09.0) Asphyxie
  - (R09.1) Inflammation de la plèvre
  - (R09.2) Arrêt respiratoire
  - (R09.3) Expectoration anormale
  - (R09.8) Autres symptômes et signes précisés relatifs aux appareils circulatoire et respiratoire

## R10-R19 - Symptômes et signes relatifs à l'appareil digestif et à l'abdomen
- (R10) Douleur abdominale et pelvienne
  - (R10.0) Syndrome abdominal aigu
  - (R10.1) Douleur localisée à la partie supérieure de l'abdomen
  - (R10.2) Douleur pelvienne et périnéale
  - (R10.3) Douleur localisée à d'autres parties inférieures de l'abdomen
  - (R10.4) Douleurs abdominales, autres et non précisées

- (R11) Nausées et vomissements

- (R12) Pyrosis

- (R13) Dysphagie

- (R14) Flatulence et troubles apparentés

- (R15) Incontinence des matières fécales

- (R16) Hépatomégalie et splénomégalie, non classées ailleurs
  - (R16.0) Hépatomégalie, non classée ailleurs
  - (R16.1) Splénomégalie, non classée ailleurs
  - (R16.2) Hépatomégalie avec splénomégalie, non classées ailleurs

- (R17) Ictère, sans précision

- (R18) Ascite

- (R19) Autres symptômes et signes relatifs à l'appareil digestif et à l'abdomen
  - (R19.0) Tuméfaction et masse intra-abdominales et pelviennes
  - (R19.1) Bruits abdominaux anormaux
  - (R19.2) Péristaltisme apparent (Hyperpéristaltisme)
  - (R19.3) Contracture abdominale
  - (R19.4) Modification du transit intestinal
  - (R19.5) Autres anomalies des matières fécales
  - (R19.6) Haleine fétide
  - (R19.8) Autres symptômes et signes précisés relatifs à l'appareil digestif et à l'abdomen

## R20-R23 - Symptômes et signes relatifs à la peau et au tissu cellulaire sous-cutané
- (R20) Troubles de la sensibilité cutanée
  - (R20.0) Anesthésie cutanée
  - (R20.1) Hypoesthésie cutanée
  - (R20.2) Paresthésie cutanée
  - (R20.3) Hyperesthésie
  - (R20.8) Troubles de la sensibilité cutanée, autres et non précisés

- (R21) Rash et autres éruptions cutanées non spécifiques

- (R22) Autres tuméfactions et masses localisées de la peau et du tissu cellulaire sous-cutané
  - (R22.0) Tuméfaction et masse localisées, au niveau de la tête
  - (R22.1) Tuméfaction et masse localisées, au niveau du cou
  - (R22.2) Tuméfaction et masse localisées, au niveau du tronc
  - (R22.3) Tuméfaction et masse localisées, au niveau du membre supérieur
  - (R22.4) Tuméfaction et masse localisées, au niveau du membre inférieur
  - (R22.7) Tuméfaction et masse localisées, sièges multiples
  - (R22.9) Tuméfaction et masse localisées, sans précision

- (R23) Autres modifications de la peau
  - (R23.0) Cyanose
  - (R23.1) Pâleur
  - (R23.2) Rougeur
  - (R23.3) Ecchymoses spontanées (Pétéchies)
  - (R23.4) Modifications du tissu cutané (Desquamation, Exfoliation, Induration de la peau)
  - (R23.8) Modifications de la peau, autres et non précisées

## R25-R29 - Symptômes et signes relatifs aux systèmes nerveux et ostéo-musculaire
- (R25) Mouvements involontaires anormaux
  - (R25.0) Mouvements anormaux de la tête
  - (R25.1) Tremblement, sans précision
  - (R25.2) Crampe et spasme
  - (R25.3) Fasciculation
  - (R25.8) Mouvements involontaires anormaux, autres et non précisés

- (R26) Anomalies de la démarche et de la motilité
  - (R26.0) Démarche ataxique
  - (R26.1) Démarche paralytique
  - (R26.2) Difficulté à la marche, non classée ailleurs
  - (R26.8) Anomalies de la démarche et de la motilité, autres et non précisées

- (R27) Autres troubles de la coordination
  - (R27.0) Ataxie, sans précision
  - (R27.8) Troubles de la coordination, autres et non précisés

- (R29) Autres symptômes et signes relatifs aux systèmes nerveux et ostéo-musculaire
  - (R29.0) Tétanie (Spasme pédo-carpien)
  - (R29.1) Méningisme
  - (R29.2) Réflexes anormaux
  - (R29.3) Posture anormale
  - (R29.4) Hanche "à ressort"
  - (R29.6) Chutes à répétition, non classées ailleurs
  - (R29.8) Symptômes et signes relatifs aux systèmes nerveux et ostéo-musculaire, autres et non précisés

## R30-R39 - Symptômes et signes relatifs à l'appareil urinaire
- (R30) Douleur à la miction
  - (R30.0) Dysurie (Strangurie)
  - (R30.1) Ténesme vésical
  - (R30.9) Miction douloureuse, sans précision

- (R31) Hématurie, sans précision

- (R32) Incontinence urinaire, sans précision

- (R33) Rétention d'urine

- (R34) Anurie et oligurie

- (R35) Polyurie (Mictions fréquentes, Nycturie)

- (R36) Ecoulement urétral (Ecoulement pénien, Urétrorrhée)

- (R39) Autres symptômes et signes relatifs à l'appareil urinaire
  - (R39.0) Extravasation d'urine
  - (R39.1) Autres troubles de la miction
  - (R39.2) Urémie extrarénale
  - (R39.8) Symptômes et signes relatifs à l'appareil urinaire, autres et non précisés

## R40-R46 - Symptômes et signes relatifs à la connaissance, la perception, l'humeur et le comportement
- (R40) Somnolence, stupeur et coma
  - (R40.0) Somnolence
  - (R40.1) Stupeur
  - (R40.2) Coma, sans précision

- (R41) Autres symptômes et signes relatifs aux fonctions cognitives et à la conscience
  - (R41.0) Désorientation, sans précision
  - (R41.1) Amnésie antérograde
  - (R41.2) Amnésie rétrograde
  - (R41.3) Autres formes d'amnésie
  - (R41.8) Symptômes et signes relatifs aux fonctions cognitives et à la conscience, autres et non précisés

- (R42) Etourdissements et éblouissements

- (R43) Troubles de l'odorat et du goût
  - (R43.0) Anosmie
  - (R43.1) Parosmie
  - (R43.2) Paragueusie
  - (R43.8) Troubles de l'odorat et du goût, autres et non précisés

- (R44) Autres symptômes et signes relatifs aux sensations et aux perceptions générales
  - (R44.0) Hallucinations auditives
  - (R44.1) Hallucinations visuelles
  - (R44.2) Autres hallucinations
  - (R44.3) Hallucinations, sans précision
  - (R44.8) Symptômes et signes relatifs aux sensations et aux perceptions générales, autres et non précisés

- (R45) Symptômes et signes relatifs à l'humeur
  - (R45.0) Nervosité
  - (R45.1) Agitation
  - (R45.2) Tristesse
  - (R45.3) Découragement et apathie
  - (R45.4) Irritabilité et colère
  - (R45.5) Hostilité
  - (R45.6) Violence physique
  - (R45.7) Etat de choc émotionnel et tension, sans précision
  - (R45.8) Autres symptômes et signes relatifs à l'humeur

- (R46) Symptômes et signes relatifs à l'apparence et au comportement
  - (R46.0) Hygiène personnelle très défectueuse
  - (R46.1) Apparence personnelle bizarre
  - (R46.2) Comportement étrange et inexplicable
  - (R46.3) Suractivité
  - (R46.4) Lenteur et manque de réactivité
  - (R46.5) Caractère soupçonneux et évasif
  - (R46.6) Inquiétude et préoccupation exagérées pour les événements sources de tension
  - (R46.7) Prolixité et détails masquant les raisons de la consultation et gênant le contact
  - (R46.8) Autres symptômes et signes relatifs à l'apparence et au comportement

## R47-R49 - Symptômes et signes relatifs au langage et à la voix
- (R47) Troubles du langage, non classés ailleurs
  - (R47.0) Dysphasie et aphasie
  - (R47.1) Dysarthrie et anarthrie
  - (R47.8) Troubles du langage, autres et non précisés

- (R48) Dyslexie et autres troubles de la fonction symbolique, non classés ailleurs
  - (R48.0) Dyslexie et alexie
  - (R48.1) Agnosie
  - (R48.2) Apraxie
  - (R48.8) Troubles de la fonction symbolique, autres et non précisés (Acalculie, Agraphie)

- (R49) Troubles de la voix
  - (R49.0) Dysphonie
  - (R49.1) Aphonie
  - (R49.2) Hypernasalité et hyponasalité
  - (R49.8) Troubles de la voix, autres et non précisés

## R50-R69 - Symptômes et signes généraux
- (R50) Fièvre d'origine autre et inconnue
  - (R50.2) Fièvre due à des médicaments
  - (R50.8) Autres fièvres précisées
  - (R50.9) Fièvre, sans précision (Hyperpyrexie, Pyrexie)

- (R51) Céphalée

- (R52) Douleur, non classée ailleurs
  - (R52.0) Douleur aiguë
  - (R52.1) Douleur chronique irréductible
  - (R52.2) Autres douleurs chroniques
  - (R52.9) Douleur, sans précision

- (R53) Malaise et fatigue

- (R54) Sénilité

- (R55) Syncope et collapsus

- (R56) Convulsions, non classées ailleurs
  - (R56.0) Convulsions fébriles
  - (R56.8) Convulsions, autres et non précisées

- (R57) Choc, non classé ailleurs
  - (R57.0) Choc cardiogénique
  - (R57.1) Choc hypovolémique
  - (R57.8) Autres chocs (Choc endotoxique)
  - (R57.9) Choc, sans précision

- (R58) Hémorragie, non classée ailleurs

- (R59) Adénopathies
  - (R59.0) Adénopathies localisées
  - (R59.1) Adénopathies généralisées (Lymphadénopathie)
  - (R59.9) Adénopathie, sans précision

- (R60) Œdème, non classé ailleurs
  - (R60.1) Œdème généralisé
  - (R60.9) Œdème, sans précision (Hyperhidrose)
  - (R61.0) Hyperhidrose localisée
  - (R61.1) Hyperhidrose généralisée
  - (R61.9) Hyperhidrose, sans précision (Hypersudation)

- (R62) Retard du développement physiologique
  - (R62.0) Maturation retardée
  - (R62.8) Autres retards du développement physiologique

- (R63) Symptômes et signes relatifs à l'absorption d'aliments et de liquides
  - (R63.0) Anorexie
  - (R63.1) Polydipsie
  - (R63.2) Polyphagie
  - (R63.3) Difficultés nutritionnelles et nutrition inadaptée
  - (R63.4) Perte de poids anormale
  - (R63.5) Prise de poids anormale
  - (R63.8) Autres symptômes et signes relatifs à l'absorption d'aliments et de liquides

- (R64) Cachexie

- (R68) Autres symptômes et signes généraux
  - (R68.0) Hypothermie, non associée à une baisse de la température ambiante
  - (R68.1) Symptômes non spécifiques propres au nourrisson
  - (R68.2) Sécheresse de la bouche, sans précision
  - (R68.3) Hippocratisme digital
  - (R68.8) Autres symptômes et signes généraux précisés

- (R69) Causes inconnues et non précisées de morbidité

## R70-R79 - Résultats anormaux de l'examen du sang, sans diagnostic
- (R70) Accélération de la vitesse de sédimentation et anomalies de la viscosité plasmatique
  - (R70.0) Accélération de la vitesse de sédimentation
  - (R70.1) Viscosité plasmatique anormale

- (R71) Anomalies des globules rouges

- (R72) Anomalies des globules blancs, non classées ailleurs

- (R73) Augmentation de la glycémie
  - (R73.0) Anomalie de l'épreuve de tolérance au glucose
  - (R73.9) Hyperglycémie, sans précision

- (R74) Anomalies des taux d'enzymes sériques
  - (R74.0) Augmentation des taux de transaminase et d'acide lactique déshydrogénase
  - (R74.8) Anomalies d'autres taux d'enzymes sériques
  - (R74.9) Anomalie du taux d'un enzyme sérique, sans précision

- (R75) Mise en évidence par des examens de laboratoire du virus de l'immunodéficience humaine [VIH]

- (R76) Autres anomalies de résultats immunologiques sériques
  - (R76.0) Augmentation du taux d'anticorps
  - (R76.1) Réaction anormale au test à la tuberculine
  - (R76.8) Autres anomalies précisées de résultats immunologiques sériques
  - (R76.9) Anomalie de résultats immunologiques sériques, sans précision

- (R77) Autres anomalies des protéines plasmatiques
  - (R77.0) Anomalie de l'albumine
  - (R77.1) Anomalie de la globuline (Hyperglobulinémie)
  - (R77.2) Anomalie de l'alpha-fœtoprotéine
  - (R77.8) Autres anomalies précisées des protéines plasmatiques
  - (R77.9) Anomalie des protéines plasmatiques, sans précision

- (R78) Présence de drogues et d'autres substances non trouvées normalement dans le sang
  - (R78.0) Présence d'alcool dans le sang
  - (R78.1) Présence d'opiacé dans le sang
  - (R78.2) Présence de cocaïne dans le sang
  - (R78.3) Présence d'hallucinogène dans le sang
  - (R78.4) Présence dans le sang d'autres substances susceptibles d'entraîner une dépendance
  - (R78.5) Présence d'une substance psychotrope dans le sang
  - (R78.6) Présence d'un produit stéroïdien dans le sang
  - (R78.7) Présence d'un taux anormalement élevé de métaux lourds dans le sang
  - (R78.8) Présence d'autres substances précisées non trouvées normalement dans le sang
  - (R78.9) Présence d'une substance non trouvée normalement dans le sang, sans précision

- (R79) Autres résultats anormaux des examens chimiques du sang
  - (R79.0) Taux anormal de minéraux dans le sang
  - (R79.8) Autres résultats anormaux précisés des examens chimiques du sang
  - (R79.9) Résultat anormal des examens chimiques du sang, sans précision

## R80-R82 - Résultats anormaux de l'examen des urines, sans diagnostic
- (R80) Protéinurie isolée (Albuminurie, Protéinurie)

- (R81) Glycosurie

- (R82) Autres résultats anormaux de l'examen des urines
  - (R82.0) Chylurie
  - (R82.1) Myoglobinurie
  - (R82.2) Biliurie
  - (R82.3) Hémoglobinurie
  - (R82.4) Acétonurie (Cétonurie)
  - (R82.5) Augmentation dans les urines du taux de médicaments et de substances biologiques
  - (R82.6) Taux anormal dans les urines de substances d'origine principalement non médicinale
  - (R82.7) Résultats anormaux de l'examen microbiologique des urines
  - (R82.8) Résultats anormaux de l'examen cytologique et histologique des urines
  - (R82.9) Résultats anormaux de l'examen des urines, autres et non précisés (Cristallurie, Mélanurie)

## R83-R89 - Résultats anormaux de l'examen d'autres liquides, substances et tissus, sans diagnostic
- (R83) Résultats anormaux de l'examen du liquide céphalo-rachidien

- (R84) Résultats anormaux de prélèvements effectués sur l'appareil respiratoire et le thorax

- (R85) Résultats anormaux de prélèvements effectués sur l'appareil digestif et la cavité abdominale

- (R86) Résultats anormaux de prélèvements effectués sur les organes génitaux de l'homme

- (R87) Résultats anormaux de prélèvements effectués sur les organes génitaux de la femme

- (R89) Résultats anormaux de prélèvements effectués sur d'autres organes, appareils et tissus

## R90-R94 - Résultats anormaux d'imagerie diagnostique et d'épreuves fonctionnelles, sans diagnostic
- (R90) Résultats anormaux d'imagerie diagnostique du système nerveux central
  - (R90.0) Lésion intracrânienne
  - (R90.8) Autres résultats anormaux d'imagerie diagnostique du système nerveux central

- (R91) Résultats anormaux d'imagerie diagnostique du poumon

- (R92) Résultats anormaux d'imagerie diagnostique du sein

- (R93) Résultats anormaux d'imagerie diagnostique d'autres parties du corps
  - (R93.0) Résultats anormaux d'imagerie diagnostique du crâne et de la tête, non classés ailleurs
  - (R93.1) Résultats anormaux d'imagerie diagnostique du cœur et de la circulation coronaire
  - (R93.2) Résultats anormaux d'imagerie diagnostique du foie et des voies biliaires
  - (R93.3) Résultats anormaux d'imagerie diagnostique d'autres parties des voies digestives
  - (R93.4) Résultats anormaux d'imagerie diagnostique de l'appareil urinaire
  - (R93.5) Résultats anormaux d'imagerie diagnostique d'autres parties de l'abdomen, y compris l'espace rétropéritonéal
  - (R93.6) Résultats anormaux d'imagerie diagnostique des membres
  - (R93.7) Résultats anormaux d'imagerie diagnostique d'autres parties du système ostéo-musculaire
  - (R93.8) Résultats anormaux d'imagerie diagnostique d'autres parties du corps précisées

- (R94) Résultats anormaux d'explorations fonctionnelles
  - (R94.0) Résultats anormaux d'explorations fonctionnelles du système nerveux central
  - (R94.1) Résultats anormaux d'explorations fonctionnelles du système nerveux périphérique et épreuves sensorielles spéciales
  - (R94.2) Résultats anormaux d'explorations fonctionnelles pulmonaires
  - (R94.3) Résultats anormaux d'explorations fonctionnelles cardio-vasculaires
  - (R94.4) Résultats anormaux d'explorations fonctionnelles rénales
  - (R94.5) Résultats anormaux d'explorations fonctionnelles hépatiques
  - (R94.6) Résultats anormaux d'explorations fonctionnelles thyroïdiennes
  - (R94.7) Résultats anormaux d'autres explorations fonctionnelles endocriniennes
  - (R94.8) Résultats anormaux d'explorations fonctionnelles d'autres organes et appareils

## R95-R99 - Causes de mortalité mal définies et inconnues
- (R95) Syndrome de la mort subite du nourrisson

- (R96) Autre mort subite de cause inconnue
  - (R96.0) Mort instantanée
  - (R96.1) Décès survenant moins de 24 heures après le début des symptômes, sans autre explication

- (R98) Décès sans témoin

- (R99) Autres causes de mortalité mal définies et non précisées